# Neuer Hannoverscher Volksfreund
Der Neue Hannoversche Volksfreund beziehungsweise der Neue Volksfreund (Untertitel Norddeutsche Zeitschrift für gemäßigten Fortschritt) war eine in Hannover erschienene Zeitung, die laut einer Übersicht Hannoversche Tageszeitungen der Gottfried Wilhelm Leibniz Bibliothek vom 1. Januar bis zum 31. Dezember 1883 nachgewiesen ist. Die Zeitschriftendatenbank kennt im Erscheinungsverlauf als letzte Ausgabe eine Ausgabe von 1847. Beide Quellen nennen als Vorläufer den Hannoverschen Volksfreund für gebildete Leser aller Stände.
Das Stadtlexikon Hannover führt zu der Zeitung kein eigenes Stichwort.